# Place du Paraguay
La place du Paraguay est une voie située dans le quartier de la Porte-Dauphine du 16e arrondissement de Paris.

## Situation et accès
Elle se trouve à l'extrémité ouest de l'avenue Foch (Paris) et borde la place du Maréchal-de-Lattre-de-Tassigny.
La place du Paraguay est desservie par la ligne 2 à la station Porte Dauphine. 

## Origine du nom
Elle porte le nom du pays d'Amérique latine, la république du Paraguay.

## Historique
La place est créée et prend sa dénomination actuelle par un arrêté du 13 février 1962 sur l'emprise des voies qui la bordent.

## Bâtiments remarquables et lieux de mémoire
- La place donne sur la porte Dauphine et le bois de Boulogne.
- Buste de Pedro Juan Caballero, figure de l'indépendance du Paraguay.

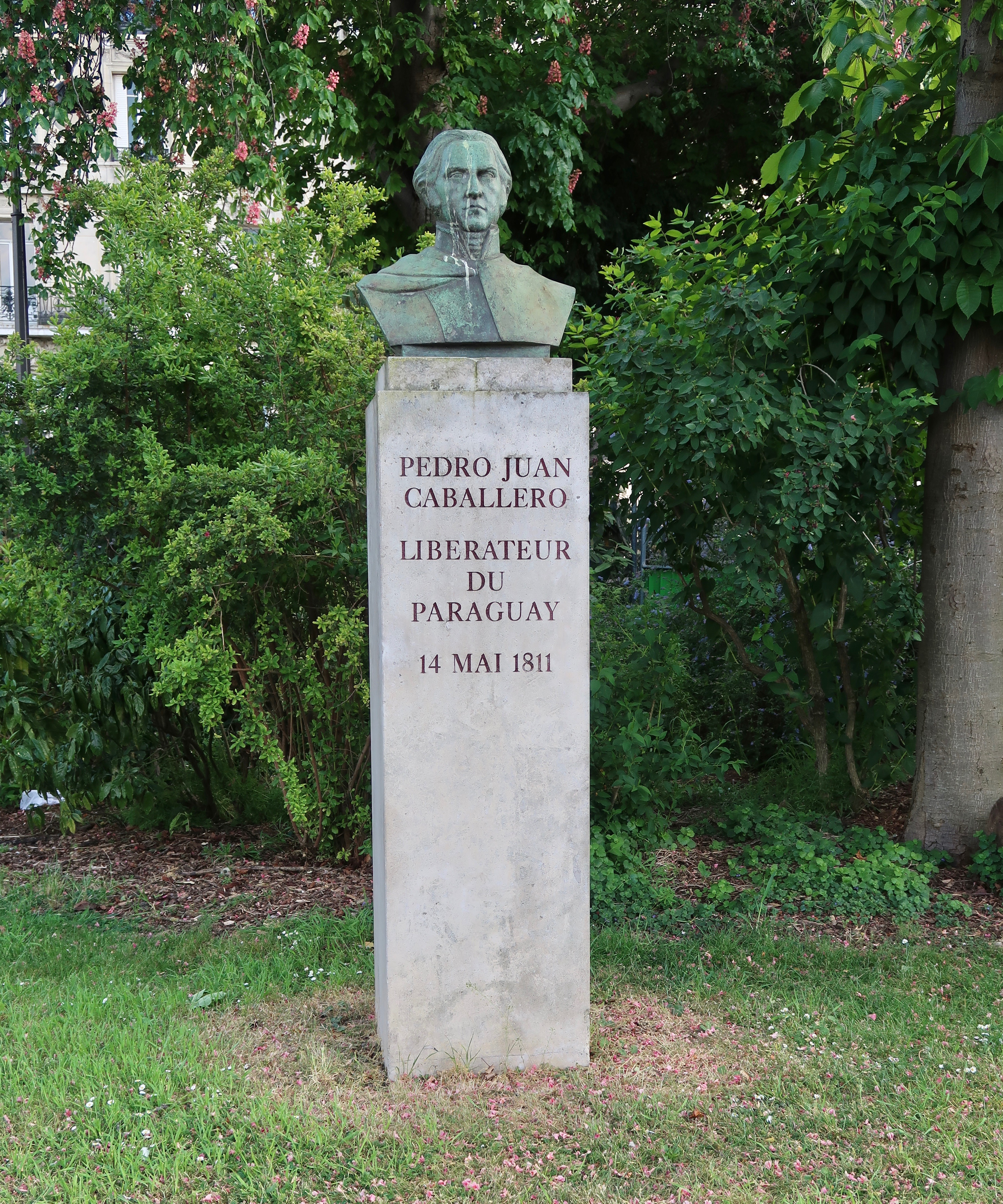
Buste.